# الرحلة الثانية لسفينة البيغل
كانت الرحلة الثانية لسفينة إتش إم إس بيغل، من 27 ديسمبر 1831 إلى 2 أكتوبر 1836، ثاني بعثة مسح لسفينة إتش إم إس بيغل، بقيادة قائدها الجديد، روبرت فيتزروي. فكّر فيتزروي في مزايا وجود شخص على متن السفينة يمكنه البحث في الجيولوجيا، وبحث عن عالم طبيعة لمرافقتهم كمساعد إضافي. في سن الثانية والعشرين، كان الخريج تشارلز داروين يأمل في رؤية المناطق الاستوائية قبل أن يصبح قسًا، فقبل الفرصة. تأثر كثيرًا بقراءة كتاب تشارلز لايل "مبادئ الجيولوجيا" خلال الرحلة. وبحلول نهاية البعثة، كان داروين قد صنع اسمه كجيولوجي وجامع حفريات، ونشر مذكراته (التي عُرفت لاحقًا باسم رحلة البيجل) منحه شهرة واسعة ككاتب.